# Парламентские выборы на Кубе (1922)
Промежуточные парламентские выборы на Кубе проходили 1 ноября 1922 года. На них избиралась половина депутатов Палаты представителей. В результате наибольшее количество мест заняла Либеральная партия под руководством Херардо Мачадо, получившая 28 из 57 мест нижней палаты парламента. 

## Результаты
| Партия                             | Голосов | %     | Мест |
| ---------------------------------- | ------- | ----- | ---- |
| Либеральная партия                 |         | 49,12 | 28   |
| Национальная консервативная партия |         | 43,86 | 25   |
| Кубинская народная партия          |         | 7,02  | 4    |
| Всего                              |         | 100   | 57   |
| Источник: Dieter Nohlen            |         |       |      |